# Martin Poglajen
Martin Poglajen (* 28. September 1942 in Essen) ist ein ehemaliger niederländischer Judoka. Er war Europameister 1965 im Mittelgewicht, der Gewichtsklasse bis 80 Kilogramm.

## Karriere
Der 1,76 m große Martin Poglajen gewann bei den Europameisterschaften 1964 in West-Berlin hinter seinem Landsmann Anton Geesink die Silbermedaille in der offenen Klasse. Im Jahr darauf gewann er im Mittelgewicht bei den Europameisterschaften 1965 in Madrid den Titel gegen den Franzosen Patrick Clement. 1966 erkämpfte Poglajen eine Bronzemedaille bei den Europameisterschaften 1966 in Luxemburg. 1967 erreichte Poglajen das Finale bei den Weltmeisterschaften 1967 in Salt Lake City. Nach seiner Niederlage gegen den Japaner Eiji Maruki erhielt er die Silbermedaille. 
1969 gewann Poglajen jeweils eine Bronzemedaille bei den Europameisterschaften 1969 in Ostende und bei den Weltmeisterschaften 1969 in Mexiko-Stadt. 1970 erreichte er bei den Europameisterschaften 1970 in Ost-Berlin das Finale und unterlag dort dem Briten Brian Jacks. Bei den Olympischen Spielen 1972 in München gewann Poglajen seinen ersten Kampf gegen den Madegassen Jean de Dieu Razafimahatratra, in seinem zweiten Kampf schied er gegen Guram Gogolauri aus der Sowjetunion aus.
1973 gewann Martin Poglajen den niederländischen Meistertitel sowohl im Mittelgewicht als auch in der offenen Klasse.